# Paesi anglosassoni
     Paesi dove l'inglese è la lingua nazionale o la lingua madre della maggioranza.
     Paesi dove l'inglese è una delle lingue ufficiali, anche se non la più diffusa.

Paesi dove l'inglese è la lingua nazionale o la lingua madre della maggioranza.
Paesi dove l'inglese è una delle lingue ufficiali, anche se non la più diffusa.

I paesi anglosassoni  sono quegli Stati in cui l'inglese è la prevalente lingua nazionale ufficiale o quelli in cui l'inglese si è affermato come la lingua madre maggioritaria, anche grazie al retaggio del colonialismo britannico.
Il neologismo anglosfera, in riferimento alle nazioni anglofone, ne sottolinea legami basati su «affinità storico-politiche, diplomatiche, economiche, militari e culturali». Questo descrive più accuratamente i casi dell'Irlanda e del Galles, ad esempio, dove la grande maggioranza della popolazione non ha origini anglosassoni.

## Tratti comuni
Il principale elemento riconducibile a tali paesi è l'anglofonia: sotto la definizione ricadono - infatti - gli stati la cui lingua ufficiale è l'inglese che storicamente sono stati quasi tutti, per periodi più o meno lunghi, colonie o dipendenze amministrative del Regno Unito. Il legame socioculturale che si è instaurato tra il Regno Unito e le sue ex colonie si ritrova spesso anche nelle bandiere, che talvolta riproducono la bandiera britannica.
Altre caratteristiche degne di menzione sono:
- L'adozione del sistema imperiale britannico in luogo di quello internazionale: esso può venire sostituito anche dal sistema consuetudinario statunitense. Gli Stati Uniti sono infatti tra i pochi stati a non applicare il SI.[5]
- L'ordinamento giuridico ispirato al common law, traducibile con «legge comune».
- La medesima declinazione del dogma della sovranità del Parlamento.
- La guida a sinistra: i veicoli devono circolare lungo il margine sinistro della carreggiata; a questa caratteristica fanno eccezione i paesi dell'America settentrionale.[6]
- Il protestantesimo è la religione prevalente.[7]

La cultura di massa globale è stata fortemente ispirata da usi e costumi dei paesi anglosassoni, soprattutto da parte degli Stati Uniti e del Regno Unito.

## Lista dei principali stati anglosassoni
- Regno Unito
- Stati Uniti
- Canada[9]
- Australia
- Nuova Zelanda

## Origine del termine
L'aggettivo deriva dall'omonimo popolo.